# Яковлев, Павел Александрович
Па́вел Алекса́ндрович Яковлев (род. 27 января 1968, Свердловск, Свердловская область, СССР ) — российский машиностроитель, предприниматель, генеральный директор Уральского автомобильного завода (с марта 2019), кандидат на выборах в депутаты Законодательного собрания Челябинской области VII созыва (2021).

## Биография

### Образование
Окончил факультет управления промышленным предприятием Уральского государственного экономического университета.

### Трудовая деятельность
Трудовую деятельность начал в 1987 году со специальности наладчика технологического оборудования НПО «Автоматика» (Екатеринбург).
В 1997 году назначен заместителем генерального директора ОАО «Уральский автомобильный завод», год спустя переведен на должность коммерческого директора. В 2000 – 2001 годах работал генеральным директором ОАО «Уральский шинный завод». С 2001 года занимал должность заместителя генерального директора ОАО «Руспромавто» и председателя Совета директоров ОАО «Автомобильный завод «УРАЛ». В августе 2003 года назначен директором по закупкам и логистике ЗАО «Минерально-химическая компания «Еврохим».
С марта 2019 года руководитель бизнеса «Грузовые автомобили», с 2020 года генеральный директор АЗ «УРАЛ».
Председатель Союза Промышленных Предприятий Миасса с января 2020 года.
Председатель Челябинского Регионального совета Союза Машиностроителей России с мая 2023 года. Глава экспортного совета при Челябинской области с марта 2021 года.
Почётный гражданин Миасса (2024)

### Личная жизнь
Жена Яковлева Светлана в браке с 1991 года, воспитывает двоих сыновей 1998 и 2004 г.р.

## Санкции
1 мая 2024 года, за «полномасштабную войну и применение химического оружия против Украины», Яковлев включён в блокирующий санкционный список США как директор Уральского автомобильного завода, который тоже попал под санкции как производитель военной техники которая используются российскими военными на Украине. Ранее Яковлев был включён в санкционный список Украины